# Werner Schineller

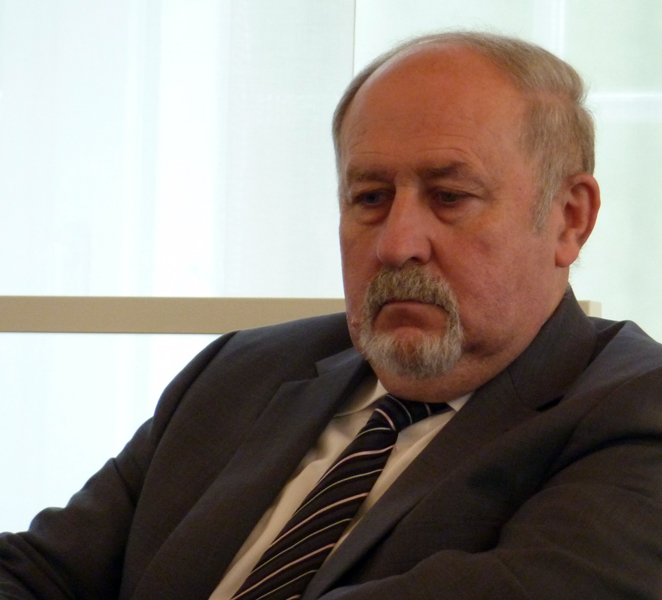
Werner Schineller (2010)

Werner Schineller (* 20. Juni 1948 in Speyer) ist ein deutscher Politiker (CDU).

## Leben
Schineller studierte Jura und wurde Mitglied der katholischen Studentenverbindungen KStV Palatia Heidelberg und KStV Arminia Bonn im KV.
Er wurde 1975 Dezernent für Jugend, Soziales und Sport bei der Kreisverwaltung des Landkreises Pirmasens. 1976 wurde er persönlicher Referent des Regierungspräsidenten von Rheinhessen-Pfalz Hans Keller und 1980 des rheinland-pfälzischen Sozialministers Georg Gölter. Bereits im Jahr darauf wählte ihn der Speyerer Stadtrat zum hauptamtlichen Bürgermeister.
1994 wurde Schineller in einer der ersten Direktwahlen auf Bürgermeisterebene in Rheinland-Pfalz mit 52 Prozent zum Oberbürgermeister von Speyer gewählt. 1995 trat er sein Amt an und wurde 2002 mit 59,8 Prozent wiedergewählt. Seine Amtszeit endete am 31. Dezember 2010. Bei der fälligen Neuwahl trat er nicht mehr an.
Schineller engagierte sich als Vorsitzender des Historischen Vereins der Pfalz, des Städtetags Rheinland-Pfalz und der Planungsgemeinschaft Rheinpfalz.
Der Verband Region Rhein-Neckar zeichnete Schineller 2011 mit der Hermann-Heimerich-Plakette aus. Von Ministerpräsident Kurt Beck erhielt er 2012 das Bundesverdienstkreuz 1. Klasse. Am 23. September 2016 wurde er vom Bund der Pfalzfreunde mit der Johann Christian von Hofenfels-Medaille ausgezeichnet.